# Kanem (regio)
Kanem is een van de 18 regio’s van Tsjaad. De hoofdstad is Mao.

## Geografie
Kanem ligt in het westen van het land en grenst aan Niger. Het heeft een oppervlakte van 114.520 km². 
De regio is onderverdeeld in twee departementen: Kanem en Barh El Gazel.

## Bevolking
Er leven ruim 280.000  mensen (in 1993) in de regio, waarvan 269.000 sedentair en 11.000 nomadisch.
De voornaamste etnische volkeren zijn de Daza (48.25%), de Kanembu (40.54%) en de Tsjadische Arabieren (4.97%).
Regio's: Batha · Borkou-Ennedi-Tibesti · Chari-Baguirmi · Guéra · Hadjer-Lamis · Kanem · Lac · Logone Occidental · Logone Oriental · Mandoul · Mayo-Kebbi Est · Mayo-Kebbi Ouest · Moyen-Chari · Ouaddaï · Salamat · Tandjilé · Wadi Fira

Stad: Ndjamena